# Emsdetten
Emsdetten (ⓘ; plattdeutsch Detten) ist eine Stadt in Westfalen und liegt an der Ems und am Emsdettener Mühlenbach im nördlichen Teil des Münsterlandes. Der Name der Stadt wird auf der zweiten Silbe betont.

## Geografie

### Nachbargemeinden
Emsdetten grenzt an Rheine, Hörstel, Saerbeck, Greven, Nordwalde, Steinfurt und Neuenkirchen.

### Stadtgliederung
Das Stadtgebiet besteht aus dem Ortskern Emsdetten, den Ortsteilen Hembergen und Sinningen sowie den Bauernschaften Austum, Hollingen, Ahlintel, Westum, Isendorf, Veltrup, Dorfbauernschaft und Berge.

## Geschichte

### Ortsgeschichte
Die ersten Bewohner siedelten sich hier etwa um das Jahr 1200 vor Christus in einer Emsniederung an. Erstmals urkundlich erwähnt wurde der Ort unter dem Namen „Thetten“ im Jahr 1178. Mit seinen umliegenden sieben Bauerschaften zählte „Detten“ an der Ems um das Jahr 1498 rund 650 Einwohner. Lange Zeit lebten die Emsdettener von der Landwirtschaft, der Handweberei (Leinen aus eigenem Flachsanbau) und der Wannenmacherei. Wannen sind flache Weidenkörbe, mit denen das ausgedroschene Getreide von Staub und Spreu getrennt wurde. 1645 wurde die Gildenordnung der Wannenmacher erneut bestätigt.
Durch die Mechanisierung der Textilproduktion – die Verarbeitung von Baumwolle ab 1830 und die von Jute nach 1880 – entwickelte sich Emsdetten vom Wannenmacherdorf zur Textilstadt und zum wichtigsten Standort der westfälischen Jute-Industrie. Mit dem Bau einer Flachsmaschinenspinnerei 1856 entstand der erste Fabrikbau; im Jahr 1861 wurden die ersten mechanischen Webstühle aufgestellt. 1880 hatte Emsdetten 1.767 Einwohner. Bereits Mitte des 20. Jahrhunderts begann der Strukturwandel in der Stadt, von der krisengefährdeten Textilindustrie weg hin zu innovativen neuen Industriezweigen.
In der Weimarer Republik war im ganz überwiegend katholischen Emsdetten das Zentrum stabil die stärkste politische Kraft, noch bei der Reichstagswahl 1933 erhielt es hier 69,8 Prozent der Stimmen. Die NSDAP spielte bis zur Machtergreifung Adolf Hitlers keine wesentliche Rolle und etablierte sich auch danach nur langsam. Nach 1945 konnte der politische Katholizismus an seine Vorkriegserfolge anknüpfen. Bei der ersten Kommunalwahl 1946 erhielt die CDU 19 von 21 Mandaten.
Emsdetten erhielt am 18. September 1938 das Stadtrecht (17.000 Einwohner).
Im Jahr 1972 erfolgte gegen starke Proteste aus der Bevölkerung die Stadtkernsanierung.
Am 20. November 2006 kam es zum Amoklauf von Emsdetten. Ein 18-jähriger ehemaliger Schüler verletzte, bevor er sich selbst erschoss, in der Geschwister-Scholl-Schule fünf Menschen durch Schüsse, 32 erlitten eine Rauchvergiftung durch gezündete Rauchbomben.

### Eingemeindungen
Im Zuge des ersten Neugliederungsprogramms in Nordrhein-Westfalen wurde Hembergen am 1. Juli 1969 eingemeindet. Am 1. Januar 1975 kamen Gebietsteile von Saerbeck mit damals 1114 Einwohnern, die auf 3,50 km² lebten, hinzu.

## Politik

### Stadtrat
- Linke: 2
- SPD: 8
- Grüne: 12
- EL: 1
- UWE: 5
- CDU: 11
- FDP: 1

Die Sitzverteilung im Rat nach der Kommunalwahl am 13. September 2020 zeigt das Diagramm.

### Bürgermeister
Oliver Kellner von Bündnis 90/Die Grünen wurde für die am 1. November 2020 beginnende Amtszeit gewählt. Zuvor amtierte Georg Moenikes (CDU) für vier Amtszeiten.
- 2020–dato Oliver Kellner (Bündnis 90/Die Grünen)
- 1999–2020 Georg Moenikes (CDU)
- 1984–1999 Anneliese Meyer zu Altenschildesche (CDU)
- 1972–1984 Albert Heitjans (CDU)
- 1957–1972 Albert Haverkamp (CDU)

- 1952–1956 Franz Lechte[13]

- 1934–1945 Josef Hülsmann (NSDAP)[14]

### Städtepartnerschaften
Emsdetten pflegt zu zwei europäischen Städten offizielle Partnerschaften. Westlich ausgerichtet ist dies Hengelo in den Niederlanden; in Polen liegt die Stadt Chojnice. Schon lange vor der offiziell besiegelten Partnerschaft mit Hengelo (1991) fanden regelmäßige Begegnungen und gemeinsame Aktivitäten hauptsächlich im Jugendbereich statt. Ihren lebendigsten Ausdruck findet die Partnerschaft mittlerweile auf sportlicher und kultureller Ebene. 1996 wurde die Partnerschaftsurkunde zwischen Chojnice und Emsdetten unterzeichnet. Hier pflegen besonders die Förderschulen und die Schützenvereinigungen regen Kontakt untereinander. Ausgesuchte kulturelle Ereignisse werden häufig durch Besuche aus Chojnice bereichert (z. B. Emsdettener September).

### Wappen
Blasonierung: „In grünem Schilde ein silberner Wellenschrägbalken, begleitet oben von einem silbernen Wannenmachereisen, unten von einem silbernen Weberschiffchen.“
In dem im Jahr 1937 geschaffenen Stadtwappen soll der Wellenbalken die Lage des Ortes an dem Emsfluss, von dem er auch den Namen führt, andeuten. Als Beizeichen wurden zwei Symbole gewählt, die das in der Gemeinde bodenständige Handwerk versinnbildlichen sollen: das Weberschiffchen für die Textilindustrie und das Wannenmachereisen für das vor allem im 17. und 18. Jahrhundert hier in großer Blüte gewesene Handwerk der Wannenmacher, dessen Erzeugnisse über das ganze westfälische Land vertrieben wurden.

## Kultur und Sehenswürdigkeiten
In Emsdetten gibt es zahlreiche kulturtreibende Vereine. Überregionale Bedeutung hat die Galerie Münsterland, die es sich zur Aufgabe gemacht hat, zeitgenössische Kunst in der Provinz auszustellen. Dreimal im Jahr zeigt der Emsdettener Kunstverein e. V., der im Jahr 2003 sein 20-jähriges Jubiläum feierte, Ausstellungen in der Galerie Münsterland von bekannten Künstlern wie Christo und Jeanne-Claude, Peter Nagel, Fred Thieler oder Fritz Köthe.
In der städtischen EMS-Halle finden gelegentlich Konzertveranstaltungen prominenter Gruppen und Entertainer statt.
Emskult e. V. ist eine Kulturinitiative im Ort, die 1987 gegründet wurde. Sie führt jedes Jahr im Herbst die Emsdettener Theatertage durch, seit dem Jahr 1999 veranstaltet sie unter dem Titel „Emskult goes jazz“ im Frühjahr die Emsdettener Jazztage.
Seit 2005 veranstaltet die Initiative „DettenRockt e. V.“ Konzerte und Festivals mit jungen Bands, unter anderem ein jährliches Open-Air-Konzert gegen Rassismus und Diskriminierung.
Als Zusammenschluss von Musikern veranstaltet die „Rockinitiative Emsdetten e. V.“ regelmäßig Konzerte und unterstützt Nachwuchsbands.
Im Wannenmacher-Museum ist die Geschichte eines alten, fast vergessenen Handwerks zu sehen, das jahrhundertelang das wirtschaftliche Leben des Ortes bestimmte.
Das 1993 wiedereröffnete August-Holländer-Museum zeigt die Geschichte Emsdettens vom Beginn der Industrialisierung bis zur Stadtwerdung 1938.
In Emsdetten wie auch vielen Nachbarorten findet man Skulpturen und Werke des in Emsdetten lebenden Künstlerehepaares Daubenspeck wie z. B. den Sagenbrunnen und den Wannenschieber.
Der 2007 verstorbene Emsdettener Künstler Walter Jasper gestaltete den monumentalen Morgentau-Brunnen auf dem Brink.

### Vereine
Emsdetten hat mehrere ausländische Zentren, rund 40 Sportvereine, 18 Schützenvereine, 15 Tierzucht- und Tierschutzvereine, Spielmannszüge, Musikvereine, Chöre sowie über 60 sonstige Vereine und Institutionen (vom Amateur-Filmclub über den Emsdettener Kunstverein bis hin zum Video Club).
In Emsdetten wird eine Vielzahl von Breitensportarten angeboten. Der größte Sportverein ist der TV Emsdetten. Erfolgreichster Vertreter des Vereins ist die 1. Handball-Herrenmannschaft, die ab 1985 (mit einem Jahr Unterbrechung) in der 2. Bundesliga spielte und zu Beginn der Saison 2013/2014 in die 1. Handball-Bundesliga aufgestiegen war, aus der sie jedoch am Saisonende 2013/2014 wieder abstieg. Die Heimspiele des TV Emsdetten finden in der Emshalle statt.
Darüber hinaus gibt es den Canu Club Emsdetten e. V. und Reitvereine.
Daneben existieren jeweils drei Fußballvereine (SVE Emsdetten 05, SV Borussia Emsdetten, Fortuna Emsdetten) und Tennisvereine (Tennisverein Emsdetten, Tennisclub Emsdetten, Tennisinteressengemeinschaft Emsdetten).

### Regelmäßige Veranstaltungen
- Austumer Open Air
- DettenRockt-Festival gegen Rassismus und Diskriminierung (von der Jugend selbstorganisiertes, kostenloses Festival)
- Emsdetten à la carte
- Emsdettener Acht (Start in die Fahrradsaison)
- Emsdettener Frühjahrsmarkt (Leistungsschau in der Innenstadt)
- Emsdettener Lichterfest
- Emsdettener September
- Emsdettener Straßenkarneval
- Emsdettener Teekotten-Lauf
- Emsdettener Theatertage
- Emsdettener Sternschnuppenmarkt
- Emsdettener Weinfest
- Gift & Gülle (alternative Karnevalssitzung)
- Herbst-Kirmes
- Jazz-Tage
- Lange Nacht
- Mai-Kirmes
- Sportissimo (größte Sportshow im Münsterland; wurde 2020 zum letzten Mal durchgeführt[15])
- Stadtschützenfest (immer am 2. Wochenende im Juli)

### Stadtfeste
Der Emsdettener September, am letzten Wochenende des Monats, ist das größte Stadtfest Emsdettens. Es dauert drei Tage und wird vom Verkehrsverein veranstaltet.
Der Sternschnuppenmarkt am zweiten Adventswochenende auf und um den Kirchplatz St. Pankratius ist ein traditioneller Weihnachtsmarkt.

### Religion

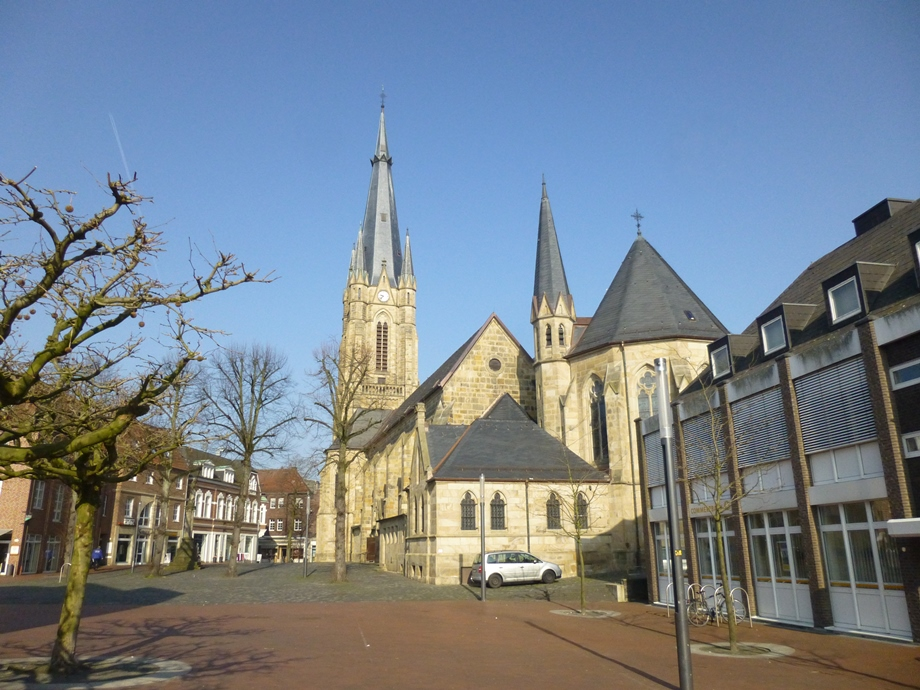
St.-Pankratius-Kirche

Emsdetten ist überwiegend katholisch geprägt. Zur katholischen Pfarrei St. Pankratius gehören sieben Kirchen:
- St. Pankratius
- Herz-Jesu
- St. Joseph
- St. Marien
- Heilig-Geist
- St. Konrad in der Bauerschaft Ahlintel
- St. Servatius in Hembergen

Mit Sitzung vom 11. Juni 2024 hat der Kirchenvorstand beschlossen, dass die vier Kirchen St. Marien, St. Joseph, Heilig Geist und Herz Jesu aufgrund erschwerter finanzieller Rahmenbedingungen bis spätestens zum 30. Juni 2027 entwidmet werden sollen.
Außerdem gibt es zwei evangelische Kirchen (Martin-Luther-Kirche, Gustav-Adolf-Kirche) und eine Moschee.

## Wirtschaft und Infrastruktur

### Wirtschaftsstruktur

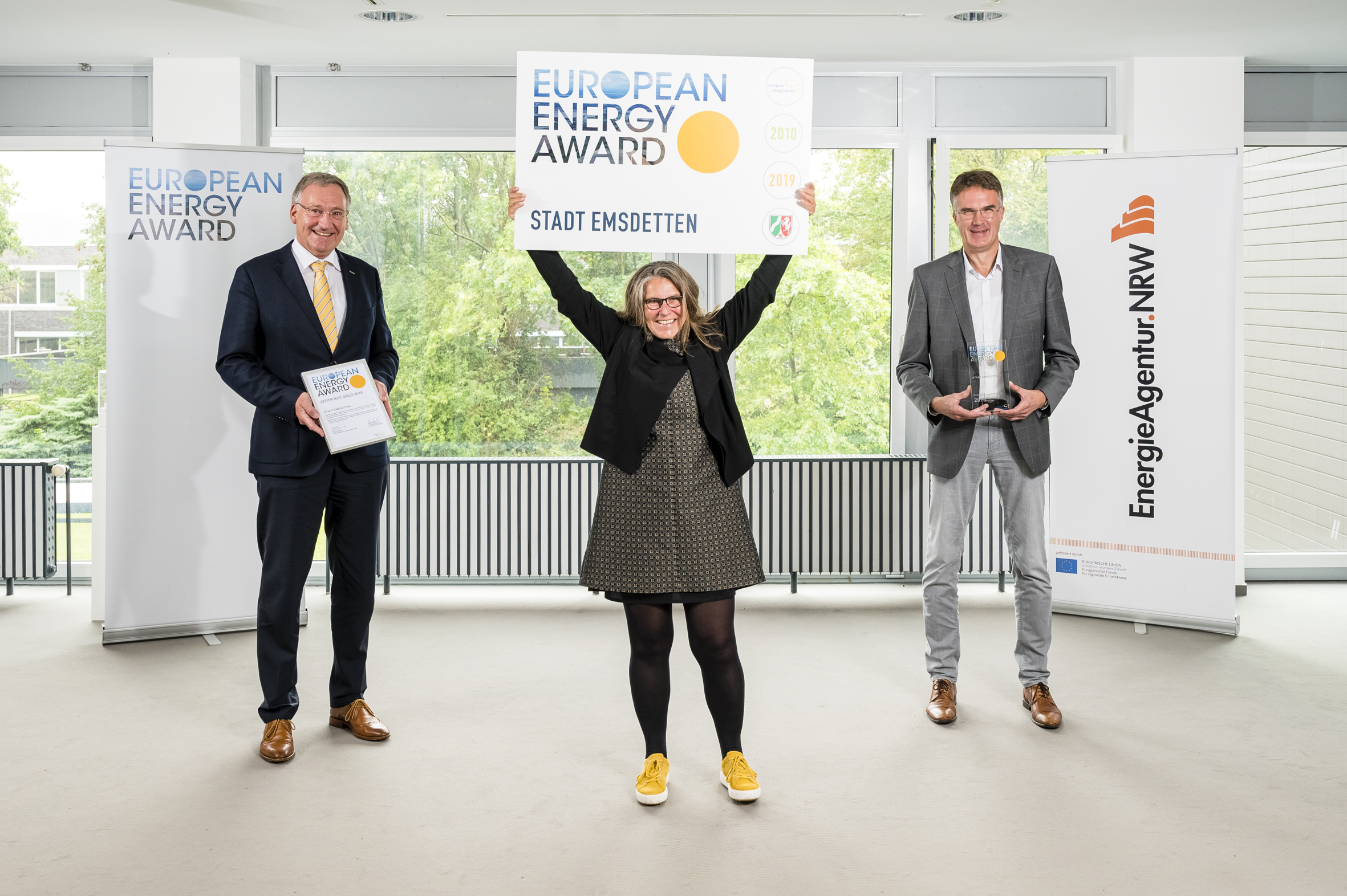
Ehrung der Stadt Emsdetten mit dem European Energy Award in Gold

Schwerpunkte sind die Textilindustrie sowie metall- und kunststoffverarbeitende Betriebe. In Emsdetten gibt es rund 2.800 angemeldete Gewerbebetriebe und rund 12.000 Beschäftigte. Etwa 5.800 Berufstätige fahren von Emsdetten zu ihrem Arbeitsplatz in die Region; circa 5.900 Beschäftigte pendeln in die Stadt. Emsdetten ist eine von drei Kommunen im Kreis mit einem positiven Pendlersaldo.

### Landwirtschaft
Insgesamt gibt es rund 170 landwirtschaftliche Betriebe. Sie betreiben überwiegend Viehzucht und Masttierhaltung. Größtenteils werden Gerste, Mais, Roggen und Triticale angebaut (Ackerland: 79,9 %; Grünland: 19,9 %; Dauerkulturen: 0,2 %).

### Unternehmen in Emsdetten
- ALATEX GmbH – Narrow Webbings, Bandweberei, Wirkerei, Strickerei, Garnhersteller (ursprünglich 1954 durch Albert Alaze gegründetes Unternehmen), vormals Alaze GmbH Spezialgurtweberei
- Allfrisch Geflügel-Produktions GmbH, Puten-Schlachthof der Sprehe-Gruppe
- BOS Best of Steel (gegr. von Bernhard Ohmen, Sinningen) Stahlzargen und Metallcontainerbau
- BRB Dreherei und Maschinenbau GmbH (ehemals Brüggemann und Baans, gegründet 1989 mit rund 35 Mitarbeitern)
- Ursprungsgaststätte und Sitz der Franchisekette Cafe Extrablatt
- Cawö Textil GmbH & Co. KG (1947 gegründeter Frottierwaren-Hersteller, rund 230 Mitarbeiter)
- Emsa GmbH (1949 gegründeter Haushaltswaren-Hersteller, rund 371 Mitarbeiter)
- Fine Food Feinkost GmbH & Co. KG, Fleischverarbeitungsbetrieb der Sprehe-Gruppe
- Feldhaus Fenster + Fassaden GmbH & Co. KG (1901 gegründeter Bauelemente-Hersteller, rund 180 Mitarbeiter)
- Handweberei Stefan Gönner (1947 gegründeter Hersteller von handgewebten Textilien für den Kirchenbedarf; Papst Johannes Paul II. (1978–2005) hat schon verschiedene Caseln und Stolen, hergestellt aus handgewebten Stoffen aus dem Hause Gönner, getragen)
- Leco-Werke GmbH & Co. KG (1900 gegründet; Hersteller von technischen Textilien, Wandbekleidung, Garten- und Sonnenschutzartikeln; rund 150 Mitarbeiter)
- L&O Holding GmbH & Co. KG (Holding mit Standorten, an denen Waffen und Textilien hergestellt werden; Umsatz: mehrere Millionen Euro)
- POOLgroup GmbH, ein international tätiges mittelständisches Unternehmen im Bereich Eventproduktion mit weiteren Niederlassungen in Berlin, München und Stuttgart (Waiblingen).
- Salvus Mineralbrunnen/Schürkötter GmbH (ursprünglich 1908 gegründetes Mineralwasser-Unternehmen; seit 1994 Salvus Mineralbrunnen GmbH)
- J. Schilgen GmbH & Co. KG (Lieferant der Stoffe für Christos und Jeanne Claudes Projekte Wrapped Reichstag in Berlin 1995, Wrapped Trees in Basel 1998 und The Gates im Central Park New York 2005)
- Schmitz-Werke (1921 gegründeter Hersteller von Raumtextilien, rund 830 Mitarbeiter)
- SLF Oberflächentechnik GmbH, (Maschinenbau)
- Tece (international aktiver Hersteller von Haustechnik-Systemen, im Jahr 2017 rund 1500 Mitarbeiter)
- Dometic Germany GmbH, ehem. Waeco International GmbH (1974 gegründeter Hersteller von Fahrzeug-Zubehör, seit 2007 Teil der Dometic-Firmengruppe)
- Wedi GmbH (Hersteller von Bauplatten und bodengleichen Duschelementen; 1983 gegründet, rund 300 Mitarbeiter)
- Weischer GmbH & Co.KG (1964 gegründeter Hersteller von Werkzeugen und Produktionsanlagen für die Automobil-, Flugzeug- und Nutzfahrzeugindustrie, 150 Mitarbeiter)
- TWE Vliesstoffwerke GmbH & Co. KG/TWE Group GmbH (1912 gegründet, rund 1400 Mitarbeiter weltweit innerhalb 12 Standorte)

### Bildung

#### Grundschulen
Die Trägerschaft der Stadt Emsdetten umfasst sieben katholische Grundschulen, die Buckhoffschule, Emanuel-von Ketteler-Schule, Schule Hollingen, Johannesschule, Josefschule, Kardinal-von-Galen-Schule und die Wilhelmschule. Besondere Beachtung findet die Paul-Gerhardt-Schule, eine Gemeinschaftsgrundschule, die seit mehreren Jahren ein Programm zum integrativen Unterricht behinderter und nicht behinderter Kinder unterhält. Seit dem Schuljahr 2013/2014 werden die Buckhoffschule und die Paul-Gerhardt-Schule als Schulverbund geführt, der Standort der Buckhoffschule an der Schulstraße läuft aus.
Die Annette-von-Droste-Hülshoff-Schule, eine Förderschule mit den Schwerpunkten Lernen, Sprache, emotionale und soziale Entwicklung wurde zum Schuljahr 2015/2016 eingestellt, in dem Schulgebäude betreibt nun der Kreis Steinfurt einen Teilstandort der Peter-Pan-Schule Rheine mit dem Förderschwerpunkt Sprache. Fünf der Grundschulen sowie die Förderschule bieten eine Betreuung im Rahmen der offenen Ganztagsgrundschule an. Eine weitere Schule bietet ein zusätzliches Nachmittagsangebot an. Darüber hinaus wird an allen Grundschulen eine Betreuung bis 13:00 Uhr angeboten.

#### Weiterführende Schulen
Die Stadt Emsdetten verfügt über ein Gymnasium (Gymnasium Martinum), zwei Realschulen und eine Hauptschule. Die Geschwister-Scholl-Realschule ist eine von 27 Ganztagsrealschulen (Stand: Juni 2008) in NRW. An der Käthe-Kollwitz-Realschule gibt es einen Integrationszweig.
Seit dem 1. Februar 2006 wird die Marien-Hauptschule als erweiterte gebundene Ganztagsschule geführt. Zum Schuljahr 2010/2011 wurde das Gymnasium Martinum zu einer gebundenen Ganztagsschule ausgebaut. Eine Dependance der Wirtschaftsschulen des Kreises Steinfurt rundet das Angebot der weiterführenden Schulen ab.

### Verkehr

#### Autobahnen
Die Entfernung zur Bundesautobahn A 1 Hamburg/Bremen bzw. Münster/Dortmund/Köln beträgt 10 km. Etwa 40 km westlich von Emsdetten verläuft die A 31 Emden/Ruhrgebiet, 25 km nördlich die A 30 Richtung Amsterdam oder Berlin.

#### Fahrrad
Emsdetten ist an den Emsradweg angeschlossen, verfügt über eine Radstation am Bahnhof sowie mehrere Ladestationen für Elektrofahrräder. Über das Knotenpunktsystem ist Emsdetten an das über 4.500 km lange Radwegenetz im Münsterland angeschlossen.

#### Bahn

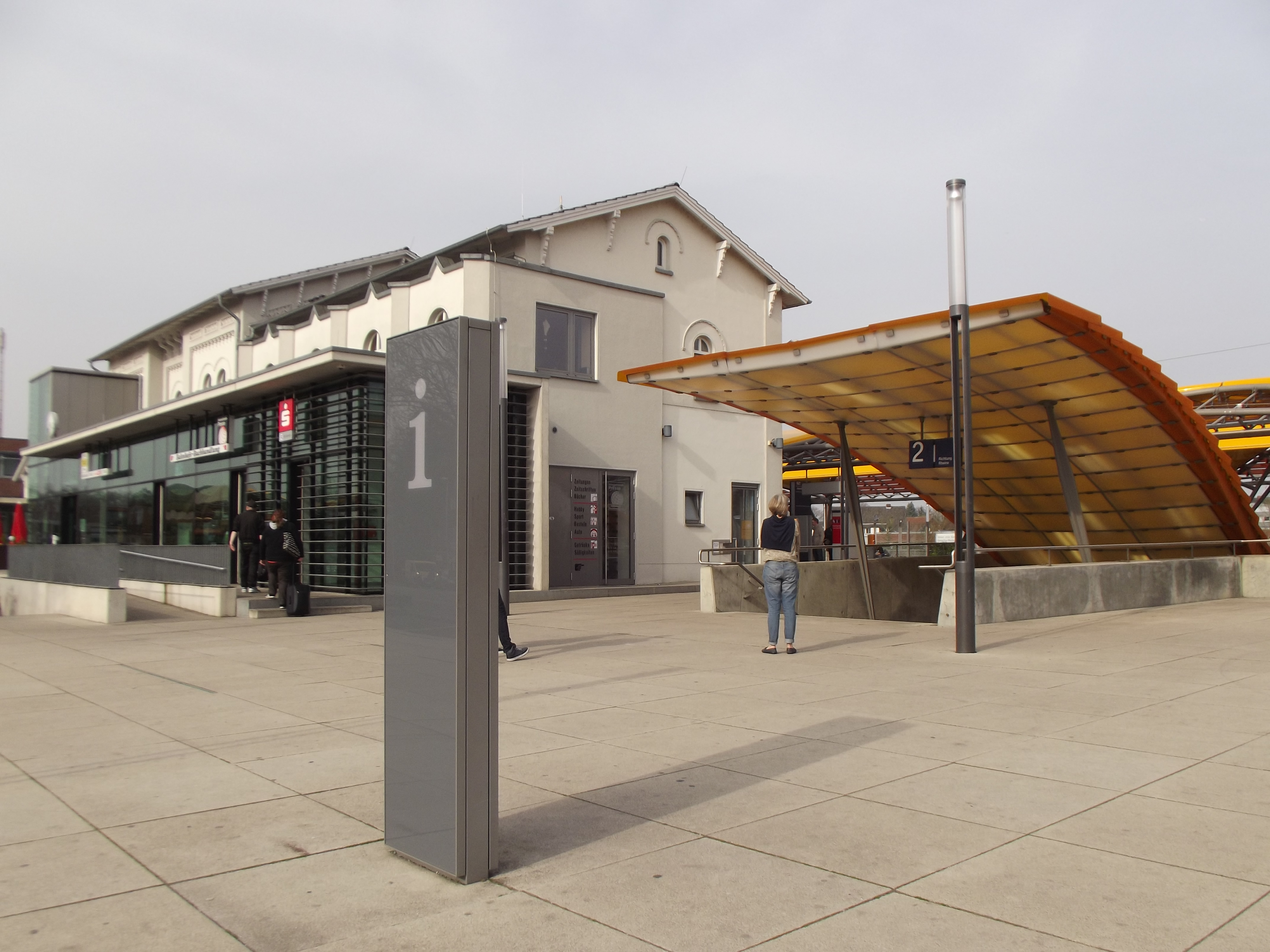
Empfangsgebäude des Bahnhofs Emsdetten

Der Bahnhof Emsdetten liegt zentral in der Stadt an der Bahnstrecke Münster–Rheine und wird von den Bahnlinien RE 7, RE 15 und RB 65 angefahren. Damit verkehren stündlich je vier Züge in Richtung Münster und Rheine.

#### Bus
Mehrere Regionalbuslinien ermöglichen Anbindungen an benachbarte Orte. Des Weiteren verbindet ein Bürgerbus die Gemeinde Saerbeck mit Emsdetten.
| Linie | Verlauf                       | Takt                         | Betreiber                   |
| ----- | ----------------------------- | ---------------------------- | --------------------------- |
| R61   | Greven – Saerbeck – Emsdetten | 60 min (Mo–Sa), 120 min (So) | Regionalverkehr Münsterland |
| R75   | Burgsteinfurt – Emsdetten     | 60 min (Mo–Sa), 120 min (So) | Veelker                     |

#### Wasserstraßen
Die Entfernung zum Dortmund-Ems-Kanal beträgt 14 km.

#### Bundesstraßen
Emsdetten ist über die Bundesstraßen B 481 und B 475 an das Fernstraßennetz angebunden.

#### Luftverkehr
Der nächste internationale Flughafen ist in 12 km Entfernung der Flughafen Münster/Osnabrück.
In der Nähe von Emsdetten befinden sich in ein kleiner Segelflugplatz in Borghorst-Füchten und der Verkehrslandeplatz in Rheine-Eschendorf.

### Persönlichkeiten aus Emsdetten (Auswahl)
- Lutz Altepost (* 1981), Kanu-Weltmeister 2005 (als Schlagmann im Kajak-Vierer über 1000 m), Silber im Einer-Kajak hinter Nathan Baggaley
- Ulrich Beckwermert (* 1964), katholischer Geistlicher, Generalvikar des Bistums Osnabrück
- Guido Beermann (* 1965), Ministerialbeamter und Politiker (CDU)
- Johannes Beermann (* 1960), Jurist und Politiker (CDU)(seit Januar 2015 Vorstandsmitglied der Deutschen Bundesbank)
- Benjamin Behrla (* 1985), Judoka
- Jannik Borgmann (* 1997), Fußballspieler
- Rieke Brink-Abeler (* 1979), Beachvolleyballspielerin
- Wiebke Brose (* 1975), Rechtswissenschaftlerin und Hochschullehrerin
- Anne Daubenspeck-Focke (1922–2021), Bildhauerin und Malerin
- Klaus Effing (* 1968), Politiker (CDU), Landrat des Kreises Steinfurt
- Linda Efler (* 1995), Badmintonspielerin
- Uli Grewe (* 1979), deutscher Musiker, Blue Man und Comedian
- Lutz Göcke (* 1985), Ökonom und Professor für BWL
- August Heeke (1881–1964), Gewerkschafter, Politiker, MdL NRW
- Tim Henning (* 1976), Philosoph
- Franz Josef Hinkelammert (1931–2023), Befreiungstheologe und Ökonom
- Albert Hillenkötter (1898–1965), Politiker, Landrat, MdL NRW
- Alfred Hirsch (* 1961), Philosoph und Hochschullehrer
- Karl Hüser (* 1930), Historiker, Hochschullehrer und Autor
- Joseph Imorde (* 1963), Kunsthistoriker, Hochschullehrer und Verleger
- Oona Kastner (* 1965), Musikerin
- Norbert Krüler (* 1957), Musiker und Produzent
- Julian Krüper (* 1974), Jurist und Hochschullehrer
- Josef Molkenbur (* 1956), Jurist, Staatssekretär für Justiz in Sachsen-Anhalt
- Valerie Niehaus (* 1974), Schauspielerin
- Anton Niessing (1861–1939), Künstler
- Werner Rettig (* 1942), Politiker
- Dirik Schilgen (* 1965), Jazzmusiker
- Darsteller der Kunstfigur Atze Schröder, Wohnsitz in Emsdetten[20]
- Christina Schulze Föcking (* 1976), Politikerin (CDU), Landesministerin, MdL NRW
- Hans Süssmuth (1935–2020), Historiker und Geschichtsdidaktiker
- Jens Thoben (* 1976), Professor für Klarinette und Kammermusik an der Musikhochschule Lübeck
- Pia Tillmann (* 1985), Schauspielerin (Berlin – Tag & Nacht)
- Walt Tkaczuk (* 1947), Eishockeyspieler in der National Hockey League
- Kathrin Vogler (* 1963), Politikerin (Die Linke), seit 2009 MdB
- Nicole Wermers (* 1971), Collagekünstlerin, Bildhauerin und Installationskünstlerin
- Tim Wieskötter (* 1979), Kanu-Olympiasieger 2004, Kanu-Weltmeister 2005 (Zweier-Kajak, zusammen mit Ronald Rauhe)

### Ehrenbürger
- Johannes Georg Bednorz (* 1950) – Physiker, Nobelpreisträger 1987
- Albert Haverkamp (1899–1984) – 1. Ehrenbürger der Stadt Emsdetten – Bürgermeister von Emsdetten (1957–1972)
- Albert Heitjans (1914–2005) – Bürgermeister von Emsdetten (1972–1984)
- Franz Klopietz (1908–2003) – überregional anerkannter Künstler
- Anneliese Meyer zu Altenschildesche (* 1939) – Bürgermeisterin von Emsdetten (1984–1999)
- Georg Moenikes – Bürgermeister von Emsdetten (1999–2020)